# غاري وليامز (مصارع محترف)
غاري وليامز هو مصارع محترف كندي، ولد في 2 يونيو 1972 في مونكتون في كندا.

## وصلات خارجية
- غاري وليامز على موقع CageMatch worker (الإنجليزية)
- غاري وليامز على موقع قاعدة بيانات المصارعة على الإنترنت (الإنجليزية)

- الموقع الرسمي